# Encinillos
Encinillos är en ort i Mexiko.   Den ligger i kommunen Acatlán och delstaten Hidalgo, i den sydöstra delen av landet, 110 km nordost om huvudstaden Mexico City. Encinillos ligger 2 116 meter över havet och antalet invånare är 787.
Terrängen runt Encinillos är kuperad västerut, men österut är den platt. Terrängen runt Encinillos sluttar norrut. Runt Encinillos är det tätbefolkat, med 286 invånare per kvadratkilometer. Närmaste större samhälle är Tulancingo, 14,6 km sydost om Encinillos. Omgivningarna runt Encinillos är en mosaik av jordbruksmark och naturlig växtlighet.